# Francisco Linares Alcántara (municipalité)
Pour l’article homonyme, voir Francisco Linares Alcántara.
Francisco Linares Alcántara est l'une des dix-huit municipalités de l'État d'Aragua au Venezuela. Son chef-lieu est Santa Rita. En 2011, la population s'élève à 123 122 habitants.

## Étymologie
La municipalité est nommée en l'honneur du militaire et homme politique vénézuélien Francisco Linares Alcántara, 19e Président du Venezuela de mars 1877 à novembre 1878.

## Géographie

### Subdivisions
La municipalité est divisée en trois paroisses civiles avec, chacune à sa tête, une capitale (entre parenthèses) :
- Francisco Linares Alcántara (Santa Rita) ;
- Francisco de Miranda (Francisco de Miranda), née de sa séparation de la paroisse de Francisco Linares Alcántara depuis le 30 janvier 1995 ;
- Monseñor Feliciano González (Paraparal), née de sa séparation de la paroisse de Francisco de Miranda depuis le 16 décembre 1997.

## Sources
- (en) Cet article est partiellement ou en totalité issu de l’article de Wikipédia en anglais intitulé « Francisco Linares Alcántara Municipality » (voir la liste des auteurs).

- (es) Cet article est partiellement ou en totalité issu de l’article de Wikipédia en espagnol intitulé « Municipio Francisco Linares Alcántara » (voir la liste des auteurs).